# Iglesia de la Virgen de la Esperanza (El Castellet)
La Virgen de la Esperanza de Castellet es la iglesia románica del vecindario de El Castellet, en el término actual de Tremp, dentro del antiguo término de Espluga de Serra.
La primitiva iglesia del Castellet fue la de Sant Feliu de Castellet, que fue abandonada en un tiempo indeterminado. La de la Virgen de la Esperanza la sustituyó en su papel.
Es una iglesia de una nave, cubierta con bóveda de cañón semicircular, con un arco toral que parte la nave en dos mitades. El ábside semicircular, a levante, se abre directamente a la nave, sin arco de transición. La nave contiene unas capillas también cubiertas con bóveda de cañón, pero claramente más tardías, como también lo es la sacristía.
La puerta, en la fachada de poniente, acaba con un arco de medio punto hecho con dovelas. Encima de ella hay una ventana de un derrame. Tiene un campanario de espadaña de dos pisos, con dos ojos en la parte inferior y uno solo al superior, muy esbelto.
El aparato constructivo es de sillares irregulares, pero la buena factura de la construcción hace pensar en una obra tardía, del siglo XII o quizás incluso del XIII.